# タイ国立救急医療センター
'タイ国立救急医療センター (タイ語:สถาบันการแพทย์ฉุกเฉินแห่งชาติ　タイ語略:สพฉ.、英語：National Institute for Emergency Medicine 英語略:NIEM）は、タイ王国の救急救命システムの運営に関わる事業を行う。タイ保健省監督下の公共機関の一つ。2008年12月23日に設置。「サターバン」をセンターと訳した。日本語訳としてはほかにタイ国家救急医療機関、国立救急医療研究所など。

## 概要
タイ国立救急医療センターは、「仏暦2551年救急医療センター法」の基づき、救急救命事業の運営、公的団体と民間団体のネットワーク構築を行い、国家の行政機能を強化することで、緊急救命医療の分野で重要な役割を果たすことを目的とする公共機関である。医療機関や救命救急センターそのものではない。

## 沿革
タイ王国の救急救命医療システムは華僑報徳善堂によって始まった。1937年から無縁仏の搬出などを行う活動をしていたが、その後、緊急を要する傷病者の搬送も行うようになっていった。1970年には泰国義徳善堂が、傷病者のえり好みをせず、すべての人を搬送する同様の非営利活動を展開した。タイの救急救命システムはさらに発展し、国立、私立病院に救急救命室が設置され、医療器具、救命設備が整えられていった。
1993年、保健省は日本の国際協力機構(JICA)の技術協力を受け、国立コーンケン病院にプレホスピタルケア事業を包括した「外傷センター」を設置した。続いて、1994年に、バンコク都の事故救助計画の基づきワチラパヤーバーン病院が、SMART （外科医療救急レスキューチーム:Surgico-Medical Ambulance and Rescue Team）による救急車搬送事業を開始した。さらに、1995年保健省はラーチャウィティ病院において独自にナレーントーン救急センター（ศูนย์กู้ชีพนเรนทร）を開設し、救急救命システムを立ち上げた。その後、ノッパラッタナラーチャターニー病院（โรงพยาบาลนพรัตนราชธานี）、ルートシン病院（โรงพยาบาลเลิดสิน）がその救急救命ネットワークに参入した。
続いて、保健省は救急救命システム事務局を設置。さらにこの事務局を昇格させ、次官事務局直轄の機関にした。その後、救急救命事業の事業と役割を拡大し、2008年2月23日、保健省監督下の独立行政法人タイ国立救急医療センターに昇格した。これにより、センターの方針に従い、より円滑な業務を行い、救急救命委員会によって効率的な運営ができるようになった。2010年2月からハイチ地震救援活動を政府と共に行っている。

## 所在地
ノンタブリー県 ムアンノンタブリー郡 タムボン・タラートクワン　ティワーノン通り 保健省 サーターラナスック・ソーイ8  医療工学館 2階（ชั้น 2 อาคารกองวิศวกรรมการแพทย์ สาธารณสุขซอย 8 กระทรวงสาธารณสุข ถนนติวานนท์ ตำบลตลาดขวัญ อำเภอเมือง จังหวัดนนทบุรี 11000）

## 救急システム
電話 1669 （タイ国内:英語可）。利用は無料、24時間対応。
1669は全国運用されており、最寄の救急病院に接続されるようになっている。全国78箇所のセンターとバンコク首都圏のエーラーワン・センター（ศูนย์เอราวัณ）で構成されている。バンコク都庁にはエーラーワン・センターを軸にしたバンコク首都圏救急医療システム（Bangkok EMS）があり、首都圏を9ゾーンに分け、それぞれに地域医療機関ネットワークの母体となる病院を指定している。公立、私立あわせて44病院と、救急医療に関わってきた8財団、合計で52機関が緊急通報に対応することになっている。2010年3月現在、都内では公私病院、財団、センター所属の100台以上の救急車がネットワークシステムの中で稼働中とされている。バンコク都内では10分以内の搬送を目標にしている。さらに遠隔地域への整備、拡大を行っている。しかし、サービスが拡大するにつれ、いたずら電話も多くかかるようになり、対策に苦慮している。
（緊急通報用電話番号を参照のこと）
（実際の利用の際には、外務省在タイ日本国大使館 医療情報などを参考して、適切な対応を行ってください。）

## 関連事項
- 保健省 (タイ)